# روبن ريبيرو (لاعب كرة قدم)
روبن ريبيرو هو لاعب كرة قدم برتغالي في مركز الدفاع، ولد في 16 ديسمبر 1995. لعب مع سبورتينغ لشبونة ب.

## وصلات خارجية
- روبن ريبيرو (لاعب كرة قدم) على موقع قاعدة بيانات كرة القدم.إي يو (الإنجليزية)
- روبن ريبيرو (لاعب كرة قدم) على موقع Soccerway.com (الإنجليزية)